# Caldas da Rainha
Caldas da Rainha és un municipi portuguès a la regió del Centre i a la Subregió de l'Oeste.
L'any 2006 tenia 52.270 habitants. Limita al nord-est amb Alcobaça, a l'est amb Rio Maior, al sud amb Cadaval, a l'oest amb Bombarral i Óbidos i al nord-oest amb l'oceà Atlàntic.

## Població
| Població del concelho de Caldas da Rainha (1801 – 2004) | Població del concelho de Caldas da Rainha (1801 – 2004) | Població del concelho de Caldas da Rainha (1801 – 2004) | Població del concelho de Caldas da Rainha (1801 – 2004) | Població del concelho de Caldas da Rainha (1801 – 2004) | Població del concelho de Caldas da Rainha (1801 – 2004) | Població del concelho de Caldas da Rainha (1801 – 2004) | Població del concelho de Caldas da Rainha (1801 – 2004) | Població del concelho de Caldas da Rainha (1801 – 2004) |
| ------------------------------------------------------- | ------------------------------------------------------- | ------------------------------------------------------- | ------------------------------------------------------- | ------------------------------------------------------- | ------------------------------------------------------- | ------------------------------------------------------- | ------------------------------------------------------- | ------------------------------------------------------- |
| 1801                                                    | 1849                                                    | 1900                                                    | 1930                                                    | 1960                                                    | 1981                                                    | 1991                                                    | 2001                                                    | 2004                                                    |
| 1470                                                    | 8486                                                    | 20971                                                   | 29207                                                   | 37430                                                   | 41018                                                   | 43205                                                   | 48846                                                   | 51403                                                   |

Inclou les freguesies de: A-dos-Francos, Alvorninha, Carvalhal Benfeito, Coto, Foz do Arelho, Landal, Nadadouro, Nossa Senhora do Pópulo, Salir de Matos, Salir do Porto, Santa Catarina, Santo Onofre, São Gregório, Serra do Bouro, Tornada i Vidais.